# Здунсковолски окръг
Здунсковолски окръг (на полски: Powiat zduńskowolski) е окръг в Централна Полша, Лодзко войводство. Заема площ от 369,23 км2. Административен център е град Здунска Воля.

## География
Окръгът се намира в историческия регион Великополша. Разположен е в западната част на войводството.

## Население
Населението на окръга възлиза на 68 121 души (2012 г.). Гъстотата е 184 души/км2.

## Административно деление
Административно окръгът е разделен на 4 общини.
Градска община:
- Здунска Воля

Градско-селска община:
- Община Шадек

Селски общини:
- Община Заполице
- Община Здунска Воля

## Фотогалерия
- Здунска Воля
- Шадек